# Матьё, Жорж
Жорж Матьё (фр. Georges Mathieu; 27 января 1921, Булонь-сюр-Мер — 10 июня 2012, Париж) — французский художник школы ташизма.

## Биография и творчество
Выходец из знатного рода, один из представителей так называемой «живописи действия». Считается основателем исторической абстрактной живописи. Своими работами пытался выразить своё отношение к важнейшим историческим процессам. Среди характерных для художника тем — борьба династий, народные движения, государственное строительство («Битва при Бувине», «Капетинги повсюду»).
Матье изучал право, философию и английский язык, а в 1942 году обратился к живописи. Книга Эдварда Кренкшоу «Ремесло Конрада» побуждает его в 1944 году «вступить в нефигуративное искусство не по пути формы, а по пути духа». В 1947 году Матье переезжает в Париж; к этому времени он уже создал абстрактные работы, наполненные неформальным лиризмом («Мимолетное», 1945), позволившие ему, наряду с Атланом, Хартунгом, Вольсом и Брейеном, противостоять господствовавшей в тот период геометрической абстракции. Он организует первые выставки новой лирической абстракции. С 1949 года Матье участвует во многих выставках в Париже (галерея Рене Друэна). В 1950 году проходит его первая персональная выставка. В следующем году вместе с критиком Мишелем Тапье он организует первую выставку главных представителей лирической абстракции под названием «Противоборствующие порывы» (галерея Нины Доссе), вслед за которой последовали две выставки «Знаки неформального», показанные Тапье в студии Поля Факкетти, где Матье в 1952 году выставил свои первые исторические картины («Памяти маршала Тюренна», 1952). С 1954 года Матье показывает свои работы в Париже в галерее «Рив друат» Мишеля Тапье («Капетинги повсюду», 1954, Париж, Национальный музей современного искусства, Центр Помпиду; «Коронация Карла Великого», 1956; гуаши и рисунки, 1958). В 1957 году в галерее «Клебер» он выставляет «Церемонии в честь второго приговора Сигера Брабантского», в 1959 году в Международной галерее современного искусства — восемь монументальных работ, а в 1960 году — произведения о «Великолепии и испытаниях старой Франции». Матье рано стал известен в Нью-Йорке (выставка в галерее Куц, 1954) и его деятельность приобрела международный размах. В 1963 году в Городском музее современного искусства в Париже открывается ретроспективная выставка его работ, а в 1965 году в галерее Шарпантье экспонируются 140 картин, созданных в предыдущем году.
Уже около 1948—1949 Матье сумел освободить свою раннюю импульсивную манеру от показной выразительности каллиграфии, которую он довел до такого совершенства, что порой ему удавалось соединить с ней декоративную красоту, которой отмечены его большие пластические произведения. Нередко художник накладывает свои «письмена» с помощью чистой краски, взятой прямо из тюбика, но также использует щетку, кисть или руку, чтобы покрыть более широкие поверхности. Характерными особенностями его живописи являются «отсутствие преднамеренности форм и жестов и приоритет скорости исполнения». Эти условия позволяют художнику публично создавать свои огромные полотна в рекордно короткий срок (например, в 1956 на сцене театра Сары Бернар всего за 20 минут он написал картину размером 12×4 м, а в 1957 на своей выставке в Токио, включавшей в себя 21 произведение, он за три дня исполнил 15-метровую фреску). Матье стремится заменить инертные замкнутые формы на силы, освобожденные самим живописным актом. Он выражает себя словом и пером, организуя конференции, публикуя статьи, делая заявления и манифесты. Так, в 1963 он публикует своё историческое исследование развития западной живописи в 1944—1962 под названием «За пределами ташизма»; он проявляет здесь редкую интеллектуальную честность, несмотря на некоторый полемический задор.
С 1966 Матье посвящает себя декоративному искусству (плакаты для авиакомпании «Эр Франс», 1967; тарелки для Севрской мануфактуры, 1968; картоны для шпалер, 1968—1969; медали, 1971; монета достоинством в 10 франков, 1974). В 1976 Матье избирается членом Академии изящных искусств. Его выставки, собранные из старых и новых работ, прошли в 1978 в Париже (Гран Пале) и в 1985 в Авиньоне (Папский дворец).
Матье умер в воскресенье, 10 июня 2012 года в больнице в одном из пригородов Парижа. Причины смерти не уточняются. Первое сообщение было в Франс Пресс со ссылкой на родственников.

## Признание
Кавалер Ордена Почётного легиона, командор Ордена литературы и искусства. Ему посвящён полнометражный документальный фильм «Жорж Матьё, или Ярость бытия» (1971)